# Claude Ballin (le Jeune)
Pour les articles homonymes, voir Claude Ballin et Ballin.
Claude Ballin II ou le Jeune, fils du peintre Michel Ballin et neveu de l'orfèvre Claude Ballin l'aîné, est un orfèvre français, né vers 1660 à Paris, et mort le 18 mars 1754.

## Aperçu biographique
Il était le beau-frère de l'orfèvre Nicolas Delaunay, qui avait épousé sa sœur.
Apprenti chez son oncle Claude Ballin (1615-1678), il dessina la plupart des œuvres de celui-ci, sauvegardant ainsi leur souvenir après la grande fonte de l'argenterie royale.
Le roi Gustave III de Suède, admirateur des œuvres de son oncle Claude Ballin, a fait acheter une partie des dessins de mobilier. Ceux-ci sont actuellement conservés au musée national des beaux-arts, à Stockholm, Suède.
Orfèvre du roi et un des plus éminents orfèvres de son temps, il fournit également, l'argenterie de nombreuses cours d'Europe.